# 渡辺政人
渡辺 政人（わたなべ まさんど、1892年（明治25年）12月3日 - 1975年（昭和50年）2月27日）は、日本の実業家・慈善家。宮城県出身。故郷の登米の地域へ様々な形での寄付や支援を行い続けた。

## 略歴
宮城県登米郡登米町（現登米市）日根牛五郎峯地区の農家である渡辺徳兵衛・かの夫妻の次男（5人兄弟の末子）として出生する。15歳の時には兄がいた台湾へ渡って働いたり、工手学校（現・工学院大学）で建築を学んだりした後、1918年（大正7年）3月に明治大学商科を卒業。同年4月より台湾銀行東京支店で働き始めるも、その5か月後に『中外商業新報』の白石元治郎の特集記事を読んだことをきっかけに、日本鋼管（現JFEスチール、JFEエンジニアリング）へ入社する。
渡辺は、大正末期から昭和初期にかけての不況下において、鉄鋼会社間での協定成立に携わり、1940年（昭和15年）9月には同社取締役に、1942年（昭和17年）12月には同社常務取締役に就任。また、1941年（昭和16年）3月には商工省の鉄鋼価格形成専門委員となり、太平洋戦争開始後の同年12月10日に鉄鋼販売統制株式会社が発足すると同社社長にも就任した。終戦後の1945年（昭和20年）12月、日本鋼管の副社長に、1946年（昭和21年）4月には同社社長に就任するが、1947年（昭和22年）公職追放となり、5月に退社。追放中の1948年（昭和23年）10月、兵器処理問題に関し、衆議院不当財産取引調査特別委員会に証人喚問された。その後は、東京窯業社長などを経て、国策会社である東北開発（現三菱マテリアル）初代総裁に就任（1957年 - 1961年）。また、晩年には学校法人明治大学理事長も務めた。

## 人物
渡辺は生まれ故郷の登米に対して強い愛郷心を抱き、社会人となった26歳から終生にわたり、登米地域へ様々な形での寄付や支援を行い続けた。太平洋戦争末期には「本土決戦への備え」を主張して政府から便宜を引き出し、1945年5月に頑丈な鉄筋コンクリート製の登米大橋の完成にこぎつけ、1961年（昭和36年）には戦前から集めていた伊達家関連の文化財とともに、それらの収蔵展示施設として登米懐古館を建設・寄贈した。同館は、横山大観作「天長地久之図」、池大雅作「竹之図」他、伊達家ゆかりの品々など貴重な文化財約350点を収蔵するが、そのうち約200点が渡辺からの寄贈である。1964年（昭和39年）には住民子弟の育成を支える登米渡辺奨学会も設立した。
渡辺の遺訓3か条は次の通り。
1. 人生で一番大切なことは、誠実である。
2. 登米は、私達の「家」である。
3. 人間は、いつまでも「初心」を忘れてはならない。

## 栄典
- 1957年（昭和32年）4月 - 登米町名誉町民[1]
- 1962年（昭和37年）4月 - 紺綬褒章[1]
- 1964年（昭和39年）12月 - 紺綬褒章飾版・木杯[1]